# سيدريك ميشو
سيدريك ميشو (بالفرنسية: Cédric Michaud)‏ هو متزلج سريع فرنسي، ولد في 26 فبراير 1976 في Machecoul ‏ في فرنسا.